# Rhubodach
Rhubodach – wieś na szkockiej wyspie Bute w jej północnej części. Nazwa pochodzi prawdopodobnie od szkockiego Rubha a’ Bhodaich (przylądek starego człowieka) lub An Rubha Bhódaich (przylądek Bute).
Rhubodach znajduje się na końcu drogi A886 z Port Bannatyne. Mały prom (MV Loch Dunvegan) pływa przez Kyles of Bute z Rhubodach do Colintraive w Argyll. Od kilku lat toczy się dyskusja o zastąpieniu promu mostem. Większość mieszkańców jest temu jednak przeciwna, wskazując że wówczas Bute straci swój specjalny status wyspy bez stałego połączenia z lądem.
Posiadłość w Rhubodach była przez lata własnością Richarda Attenborough. W 2009 roku wystawił ją na sprzedaż. W referendum z 12 lutego 2010 93% mieszkańców poparło plan zakupienia ziemi przez lokalną społeczność. Transakcja dokonała się w styczniu 2011 za zredukowaną cenę 1,48 miliona funtów.